# Музат
Музат (кит.: 木扎提河) також Музарт (кит.: 木扎尔特河), уйг. арабікою -  مۇزارت دەرياسى,  кирилицею Музәт Дәряси, латиною -Muzet Deryesi)  — річка в Сіньцзяні у Китаї, притока Тариму, має витоки у гірській долині на північ від міста Куча з льодовика Музарт(木扎尔特冰川) в горах Тянь-Шань, на схилах Хан-Тенгрі. Вважається лівою притокою Тариму, проте в реальності її води досягають Тариму лише навесні під час повені.
На північному березі має 230 печер і гротів — Кизил-печери
На річці побудовано греблю 41°44′45″ пн. ш. 82°26′40″ сх. д. / 41.74583° пн. ш. 82.44444° сх. д. що утворює водосховище Кизил (спрощ.: 克孜尔水库; піньїнь: Kèzī'ěr shuǐkù) площею 50 000 м² біля Кизил-печер — найбільше водосховище на півдні Сіньцзяну. Проте його спорудження можливо назавжди знищило можливість дослідження печер.

## Течія
Річка бере свій початок на південних схилах Тянь-Шаню і тече на південь, стікаючи в долину, а потім повертає на схід і тече між головним пасмом Тянь-Шаню і хребтом Чельтаг крізь повіт Бай, де в місці впадання Кизилсу на річці створено водосховище Кизил. Потім річка повертає на південний схід, перетинаючи Чельтаг, і на території повітів Куча, Токсу і Шаяр її води розбираються по численних зрошувальних каналах.